# Gianni Bonichon
Gianni Bonichon   (Nus, 13 d'octubre de 1944 - Aosta, 3 de gener de 2010) fou un pilot de bob italià que va competir durant la dècada de 1970.
El 1972 va prendre part en els Jocs Olímpics d'Hivern de Sapporo, on va guanyar la medalla de plata en la prova de bobs a 4 del programa de bob. Formà equip amb Nevio De Zordo, Adriano Frassinelli i Corrado Dal Fabbro.